# سنجار (إدلب)
سنجار بلدة وناحية سوريا إداريّة تتبع منطقة معرة النعمان في محافظة إدلب. بلغ عدد سكان البلدة 2583 نسمة تقريباً حسب تعداد عام 2004.
تتميز بموقع جغرافي متوسط بين حلب وحماة وادلب. توجد بها محطة قطار وتمر منها سكة حديد الحجاز.
تشتهر المنطقة بالزراعة والثروة الحيوانية إضافة إلى المياه الجوفية والأحجار الكلسية بالأضافة إلى سوق تجارة المحاصيل الزراعية الذي يتبع إلى عائلة آل رزق 
تتبع لمركز البلدة حوالي 70 قرية ومزرعة.
توجد فيها صومعة تخزين حبوب من أهم وأكبر الصوامع في سوريا 